# Bourg-Madame
Bourg-Madame (la Guingueta d'Ix på katalanska) är en kommun i departementet Pyrénées-Orientales i regionen Occitanien i södra Frankrike. Kommunen ligger i kantonen Saillagouse som tillhör arrondissementet Prades. År 2022 hade Bourg-Madame 1 194 invånare.

## Befolkningsutveckling
Antalet invånare i kommunen Bourg-Madame
| Referens: INSEE |